# Clyde Watson
Clyde Watson (Georgetown; Guayana británica; 10 de febrero de 1956) es un exfutbolista guyanés que jugó en la American Soccer League.
Después de retirarse del juego, entró en las filas de ser entrenador. A lo largo de los años, sus equipos han ganado al menos once copas del Estado de Virginia, dos campeonatos de la Región 1 y el Campeonato Nacional 2007.
En 2001, fue asistente en la Women's United Soccer Association del Washington Freedom. En 1995, se de igual manera fue asistente de los Washington Warthogs de la Continental Indoor Soccer League. En 2002, fue nombrado miembro del equipo del 50.º aniversario de ACC.

## Trayectoria
Asistió a la Universidad de Clemson, donde jugó en su equipo de fútbol (los Tigres) de 1973 a 1976. Fue All ACC en cada una de sus cuatro temporadas.
En 1979, fue un primer equipo All Star con los New York Eagles de la American Soccer League. En 1980 y 1981, jugó para Pennsylvania Stoners también de la American Soccer League.
En 1982, se mudó al Detroit Express donde jugó las temporadas de 1982 y 1983. Luego fue al Charlotte Gold y se retiró con Wichita Wings en 1985.

## Selección nacional
Representó a Guyana en la clasificación para la Copa del Mundo de 1982, anotando cuatro goles en la serie de la primera ronda contra Granada.

## Clubes
| Club                 | País           | Año       |
| -------------------- | -------------- | --------- |
| New York Eagles      | Estados Unidos | 1978-1979 |
| Philadelphia Fever   | Estados Unidos | 1979-1980 |
| Pennsylvania Stoners | Estados Unidos | 1980-1981 |
| Philadelphia Fever   | Estados Unidos | 1981-1982 |
| Detroit Express      | Estados Unidos | 1982-1983 |
| Charlotte Gold       | Estados Unidos | 1984      |
| Wichita Wings        | Estados Unidos | 1984-1985 |